# Sissignore
Sissignore è un film del 1968 diretto e interpretato da Ugo Tognazzi su un soggetto di Tonino Guerra, Luigi Malerba e Franco Indovina.

## Trama
Oscar è un autista che per rimanere nelle grazie del suo padrone, un noto industriale chiamato da tutti "l'Avvocato", si assume la responsabilità di un grave incidente automobilistico, con 15 morti, di cui è invece innocente spettatore.
L'incidente, infatti, è stato causato dall'"Avvocato" guidando in modo spericolato la sua potente fuoriserie, ma sarà Oscar a far da capro espiatorio.
Trascorsi tre anni in un carcere di lusso grazie alle premure dell'"Avvocato", Oscar esce ma viene prontamente portato in chiesa per sposare una giovane donna bellissima che non ha mai visto prima.
La donna non è altri che l'amante dell'"Avvocato", il quale gelosissimo vieta ad Oscar qualsiasi contatto fisico con lei.
Da questo momento in poi, Oscar si trova a sostituire formalmente il suo padrone sia per gli affari privati che per quelli pubblici, senza però poter godere dei benefici della sua posizione.
Oscar è costretto a vivere una vita lussuosa senza soldi, e avere una moglie bellissima che può frequentare solo pubblicamente, dovendosi limitare quindi ad amarla virtualmente, mentre alle sue spalle "l'Avvocato" compie una serie di azzardi economici culminanti nel finanziamento di un progetto di una nave rivoluzionaria, che però tragicamente affonda al varo (ma in previsione del disastro l'Avvocato aveva stipulato una lucrosa assicurazione).
Per Oscar, che tenta invano il suicidio, non resta che tornare in carcere dove non gli mancano le attenzioni dell'"Avvocato", il quale gli annuncia telefonicamente che presto diventerà "padre".
Un Oscar commosso si felicita con la moglie, confidandole la speranza di potersi un giorno permettere a sua volta un autista fidato.

## Colonna sonora
Della colonna sonora completa, composta da Berto Pisano e con la partecipazione di Edda Dell'Orso, esiste una sola edizione in album, pubblicata in Giappone dalla Verita Note nel 2006 in formato CD con numero di catalogo VQCD-10028. Alcuni brani della colonna sonora sono inoltre comparsi in raccolte di Berto Pisano e compilation di musica lounge e colonne sonore. L'unico altro supporto relativo alla colonna sonora del film è un 45 giri, comprendente i due brani Tema di Oscar e Se tu mi amassi come t'amo io, pubblicato dalla RCA Victor con numero di catalogo IN 2307.

### Tracce
1. Tema Di Oscar (Main Titles - Film Version)
2. Finger Prinz
3. High Altar
4. Side Slip
5. Jumping On The Sand
6. Sky-Lift
7. Attimo Per Attimo (Instrumental)
8. Mao's Thoughts
9. Park For Two
10. Young Lady
11. Pot Of Jam
12. America? Sissignore
13. Tema Di Oscar (Main Titles - Single Version)
14. Tema Di Oscar (feat. Edda Dell'Orso) (Alternate Version)